# Reserva estatal Eldar shami
La reserva estatal Eldar shami es una reserva natural establecida sobre una superficie de 16.86 km² de Samux por el decreto de Presidente de Azerbaiyán, Ilham Aliyev, en 16 de diciembre de 2004. En 1967 la reserva (con 3,92 km² de superficie) se convirtió en la rama de la antigua reserva natural GöyGöl (ahora parque nacional de Göygöl).

## Naturaleza
La reserva es principalmente establecida para preservar y proteger las especies raras y endémicos de plantas. Los bosques consisten en pinus brutia, juniperus, pistacia atlantica, arraclán, berberis, ephedra, etc.

## Expansión
El 28 de diciembre de 2006 el ministro de Ecología y Recursos Naturales de Azerbaiyán, Huseyn Bagirov mencionó el proyecto de la expansión de la reserva estatal Eldar shami. El objetivo principal del proyecto es proteger los árboles raros de la naturaleza, Eldar Pino, los cuales sólo pueden ser encontrados en la región.